# Flygtige organiske forbindelser
Flygtige organiske forbindelser (kort VOC eller VoC fra engelsk volatile organic compound) er gruppen af organiske forbindelser, som let fordamper (har højt damptryk) ved stuetemperatur og normaltryk.
De flygtige organiske forbindelsers høje damptryk er resultatet af deres lave kogepunkter ved stuetemperatur og normaltryk, hvilket forårsager at et stor mængde VOC-molekyler fordamper eller sublimerer fra stoffets væskefase eller faststoffase og opblandes i den omgivende luft, et kendetegn som kendes som flygtighed. Fx formaldehyd, der fordamper eller sublimerer fra maling og frigøres fra materialer såsom kvarts, har et kogepunkt på kun –19 °C.
VOC-er er talrige; de omfatter både menneskefremstillede og naturligt forekommende kemiske forbindelser. De fleste dufte eller lugte er VOC-er. VOC-er spiller en vigtig rolle i kommunikationen mellem planter, og dufte fra planter til dyr (inkl. mennesker). Nogle VOC-er er farlige for menneskers sundhed eller skader miljøet. Antropogene VOC-er bliver reguleret ved lov, især indendørs, hvor koncentrationerne er højest. Skadelige VOC-er er typisk ikke akut giftige, men har længererækkende sundhedseffekter. Fordi VOC-koncentrationerne typisk er lave og symptomerne er lang tid om at vise sig, er forskning vedrørende VOC-er og deres virkninger svær.

## Definitioner
Der er mange definitioner af termen VOC i brug.
Definitionerne af VOC anvendt til styring af forstadier til fotokemisk smog anvendt af U.S. Environmental Protection Agency (EPA) og statsagenturer i USA med udendørs luftforurening reguleringer, omfatter undtagelse af VOC-er, som er fundet ikke-reaktive - eller som kun har ringe reaktivitet i smog formationsprocessen.
I USA varierer VOC-reguleringskrav fra stat til stat. VOC-regulering udstedes af South Coast Air Quality Management District i Californien og af California Air Resources Board (ARB). Men deres specifikke brug af termen kan være misvisende, især når anvendt på indendørsluftkvalitet, fordi mange kemikalier, som ikke er reguleret som udendørs luftforurening, stadig kan være vigtige ved indendørs luftforurening.
California's ARB anvender termen "reactive organic gases" (ROG) til at måle organiske gasser, siden en offentlig høring i September 1995. ARB reviderede definitionen af "Volatile Organic Compounds" anvendt til regulering af forbrugerprodukter, baseret på deres komites afdækninger.

### EU
EU definerer en VOC som "enhver organisk forbindelse som har et kogepunkt på mindre end eller lig 250 °C målt ved normaltryk. The VOC Solvents Emissions Directive er det vigtigste politiske instrument til at reducere mængden af industrielle udsendelser af flygtige organiske forbindelser (VOC) i EU. Direktivet omfatter et bredt område af opløsningsmiddelaktiviteter såsom udskrivning, overfladerensning, køretøjs overfladebehandlingsmidler, tørrensning og fremstilling af fodtøj og farmaceutiske produkter. 

### Canada
Health Canada klassificerer VOC som organiske forbindelser, som har kogepunkter mellem cirka 50 °C til 250 °C. Fokus er på almindeligt forekommende VOC-er, som kan have en effekt på luftkvaliteten.